# 洪永杓
洪永杓（：／ Hong Yeong-pyo；1957年4月30日—），大韓民國勞工運動出身的自由派政治人物，第18至21屆國會議員。

## 生涯
1957年生於全羅北道高敞郡，在家庭三男二女中排行長男。
祖父洪鍾轍為朝鮮日治時期朝鮮總督府中樞院親日派708人名單中的人物之一。
1983年在韓國通用汽車當焊接工時，成立通用汽車工會。
2002年參與盧武鉉總統助選，並在選後擔任國務總理室市民社會秘書官。
2008年開始投入議員選舉，但遭遇統合民主黨逆風落選，隔年補選成功當選仁川富平乙選區國會議員，並在之後2012年、2016年和2020年議員選舉均連任成功。
2017年5月16日，洪永杓參與共同民主黨院內代表競選，不敵禹元植。隔年才競選成功，擔任院內代表一年。